# Gerald Gardner
Gerald Brousseau Gardner, poznat pod magijskim imenom Scire (Blundellsands, Engleska, 13. lipnja 1884. - na putu za Tunis, 12. veljače 1964.), engleski okultist i okultni autor, osnivač novopoganske religije vještičarstva, koja je naposljetku postala poznata kao Wicca-e, bijela magija čiji praktikanti provode magijske obrede s fokusom na cikličke prirodne mijene. te amaterski antropolog i arheolog. Smatra se osnivačem Wicca-e, odnosno njenom gardnerijanskom tradicijom. Incicirao je brojne ljude s obje strane Atlantika u svoj koven.

## Životopis
Rođen je u malom mjestu Blundellsands kraj Liverpoola u Ujedinjenom Kraljevstvu u relativno imućnoj obitelji. Otac William R. Gardner je bio utjecajan lokalni trgovac i općinski sudac. Gerald je imao trojicu braće, a od ranog djetinjstva je patio od astme zbog čega je vrijeme provodio putujući s irskom dadiljom Josephine McCombie po Europi. Veoma rano razvio je interes za povijest i arheologiju, a zanimao se i općenito za razvoj ljudske kulture i običaja. Kao tinejdžer odeselio s zajedno s dadiljom na Šri Lanku na plantažu čaja kod dadiljinog novopećenog supruga Davida Elkingtona i tamošnja je topla klima pozitivno utjecala na njegovo zdravstveno stanje. Zbog zdravlja nije nikada išao u školu, niti je stekao formalno obrazovanje. Radio je na plantaži čaja, prvo kod Elkingtonovih, a od 1904. godine se osamostalio i zaposlio se na drugoj plantaži čaja.
Godine 1910. bio je iniciran u masonsku ložu u Colombu koja ja bila ogranak Irske Velike lože. Već slijedeće godine napustio je ložu, odustao od posla na plantaži i preselio se na britanski Borneo, veliki otok u Malajskom arhipelagu gdje se bavio sadnjom kaučuka. Godine 1923. preselio se u Maleziju gdje je radio kao inspektor plantaža kaučuka, carinik i inspektor za opijum.

### Osnivanje Wicce
Tijekom godina boravka na Dalekom istoku, Gardner se počeo zanimati za lokalne običaje, religije, nadnaravne fenomene i magijska vjerovanja. Godine 1927. oženio je Dorothy Rosedale i nastavio se baviti pisanjem o lokalnim običajima, istraživanjem drevne malajske kulture te provođenjem arheoloških ekspedicija, koje je mogao financirati od svog bavljenja proizvodnjom kaučuka. U međuvremenu se, prilikom posjeta obitelji u Ujedinjenom Kraljevstvu počeo zanimati za spiritizam i spiritizam.
Poslije očeve smrti, vratio se 1936. godine sa suprugom u Englesku, gdje se umirovio zahvaljujući očevoj ostavštini. Vrijeme je provodio organizirajući arheološke ekspedicije po Europi i Maloj Aziji. Za vrijeme boravka na otoku Cipru zaokupio se svojom idejom o religiji božice koja je vladala ljudima u kamenom dobu. Smatrao je da je prva religija bila ženski orijentirana s Božicom majkom u središtu,m koja je bila stvoriteljica svemira i ljudi. Također, vjerovao je da je pretkršćanska Europa bila matrijarhalna, upravljana od strane žena i u njenom središtu nalazila se vrhovna Božica Majka.
Godine 1939. učlanio se u rozenkrojcersko Društvo Crotona, koje je tvrdilo da je društ o nasljednih vještica koje stoljećima prenose svoja znanja i vještine na nove generacije članova, ali je uskoro istupio zbog nezadovoljstva radom društva. Kao član kovena, počeo je izučavati vještičje obrede s namjerom da izda knjigu o vještičarstvu. Budući da je u to vrijeme u Ujedinjenom Kraljevstvu i dalje bio na snazi zakon protiv vještičarenja, izdao je knjigu "Pomoć Visoke magije" (High Magic's Aid, 1949.) pod pseudonimom Scire. Dio materijala za knjigu doprinos je Gardnerove suradnje s poznati engleskim okultistom Aleisterom Crowleyjem (1875. - 1947.). Crowley je inicirao Gardnera u Ordo Templi Orientis te je Gardner uskoro formirao vlastitu ložu u svom domu, koji je bio nekoć okupljanje nudista. Budući da se loža sastojala gotovbo isključivo od muškaraca, Gardner je unajmljivao londonske prostitutke kako bi mogli obaviti Veliki ritual tijekom kojeg je velika svećenica morala imati seksualni odnos s muškim članovima.
Godine 1951. odselio se sa suprugom na Otok Man, gdje je vodio muzej posvećen vještičarstvu zajedno sa Cecilom Williamsonom, no uskoro je otkupio muzej od njega, preimenovao ga u "Muzej Magije i vještičarstva" i nastavio ga voditi do svoje smrti. Godine 1952. upoznao je Doreen Valiente (1922. - 1999.) koju je inicirao sljedeće godine u svoj vještičji koven. Zajedno su uredili i proširili tekst onoga što je Gardner nazvao Knjigom sjena, koja je bila svojevrstan grimorij u kojem su bila opisana pravila i obredi potrebni za vođenje kovena.
Godine 1954. Gardner je izdao svoju najutjecajniju knjigu "Vještičarstvo danas" (Witchcraft Today) koja je dovela do porasta interesa za okultizam u Engleskoj i utemeljenja brojnih novih kovena. Dio praktikanata kritizirao ga je da otkriva previše tajnih znanja i vještina javnosti, a drugi zbog implementiranja svoje opsesije nudizmom u obredima. Gardner je nastavio svoj rad i 1959. godine objavio je "Značenje vještičarstva" (The Meaning of Witchcraft).
Umro je na brodu od srčanog udara na povratku iz Libanona u Englesku, blizu obala Tunisa.